# Рудолф II
Рудолф II (на немски: Rudolf II; * 18 юли 1552, Виена; † 20 януари 1612, Прага, Бохемия) е император на Свещената Римска империя от 1576 до неговото абдикиране през 1611 г., крал на Бохемия (6 септември 1575 – 23 май 1611), крал на Унгария (25 септември 1572 – 25 юни 1608).

## Произход и ранни години
Той е член на Хабсбургската императорска фамилия и син на Максимилиан II, а майка му Мария Испанска е сестра на Филип II.
Когато е на единадесет години е изпратен от виенския двор в Мадрид. Там в двора на чичо си получава много добро образование, научава няколко езика – немски, испански, френски, латински, учи и чешки. Католиците залагат на него големи надежди, така той запазва от Испания ненавист към ересите и може да е послушно оръдие в ръцете на йезуитите.

## Крал и император
На 7 септември 1575 година Рудолф получава бохемската корона на Свети Вацлав, още докато баща му е жив. На 1 ноември 1576 година, след смъртта на Максимилиан II, получава и короната на Свещен римски император в Регенсбург.

### Управление
На 16 октомври 1583 година Рудолф II взема решение да премести императорската резиденция в Прага. Съумява да привлече в Прага много художници, учени и музиканти.
Венецианският посланик Соранцо описва Рудолф през 1607 година:
| „ | беше по-скоро дребен на ръст, с много приятна външност и относително бързи движения. Бледото му лице, благородно оформената челюст, красивите коси и къдравата брада, големите очи, гледащи наоколо с известно търпение, правеха голямо впечатление на всички, които го срещаха. | “ |

Политиката на Рудолф особено в края на столетието става все по-пасивна, причината за което е неговата наследствена шизофрения. Налице е раздор с брат му Матиас, коренящ се във фактът, че Рудолф остава неженен и поради това уреждането на наследяването не следва да стане с участието на другите представители на династията. Когато през 1595 година умира единственият брат с когото императорът се разбира, а именно възпитаваният с него в Испания ерцхерцог Ернст, уреждането на въпроса с наследяването става още по-актуален и неразрешим за Рудолф, понеже той няма доверие на никой от останалите Хабсбурги.
През 1606 година, Матиас сключва с въстаналите унгарци съглашение за условията на веротърпимост, което довежда до конфликт с Рудолф. Против императора през 1607 година е образувана конфедерация на австрийските и унгарските съсловия, а през 1608 година към нея се присъединява Моравия. Виждайки общото недоволство, Рудолф II мисли да привлече общественото мнение на своя страна за война с турците. Недоволството на Матиас и другите ерцхерцози се разразява на конференциите в Шотвин и Линц, които приемат концепция на Мелхиор Клезъл, целяща свалянето на Рудолф от власт. С тази цел Рудолф до последния момент бави подписването на мирния договор с Османската империя, опитвайки се да намери предлог за неговата денонсация и възобновяване на войната против турците. Подобно поведение предизвиква общо движение на съсловията на Унгария, Австрия и Моравия против императора, съхраняващ в своите ръце само относителен контрол над Чехия, Силезия и Лужиците.

### Меценатство
Колекцията му от произведения на изкуството е легендарна. Една от най-богатите за времето си, тя е включвала произведения на Кореджо, Пармиджанино и Албрехт Дюрер. Част от нея може да се види на първия етаж на Художествено-историческия музей във Виена.
В Прага се намира закупената от Рудолф картина на Дюрер – „Мадоната с розите“ от венецианската църква „Сан Бартоломео“. По негова заповед картината била донесена на гръб през Алпите до Прага.
Голяма слава получава нарисуваният от Джузепе Арчимболдо портрет на Рудолф II, т. нар. „Плодотворен Рудолф“, изобразен като образ на древноримския бог на промените Вертумн.

### Окултизъм
Император Рудолф се занимава също с различни окултни науки, в частност, търси философски камък. В това време границата между астрономията и астрологията, минералогията и алхимията е неясна. Рудолф II покровителства странстващи алхимици, а неговата резиденция представлява център на алхимичните науки от онова време. Алхимик е и работещия при неговия двор велик астроном Тихо Брахе. Тихо Брахе, при пристигането си в Прага на 31 август 1599 година, разказва следния случай с императора:
| „ | Императорът поиска да му покажат механизма, който пренасях в каретата, защото го видял от прозореца. Като го разгледа, императорът каза, че има такива два подобни механизма, но нито един от тях не бил толкова голям и не работел по този начин. Той не пожела да приеме моя, но щял да накара своя астроном да направи за него по модела на моя. | “ |

За 600 дуката Рудолф придобива загадъчния Ръкопис на Войнич.

### Абдикация и смърт
Рудолф II отстъпва бохемската корона на брат си Матиас, губернатор на Унгария и глава на рода Хабсбург в Австрия. Матиас е коронован за крал на 23 май 1611 година. От този момент Рудолф II няма реална власт и императорската му титла е просто почетна.
Изолиран, той продължава да живее сред своите колекции (има около три хиляди картини) до смъртта си на 20 януари 1612.